# Edwin Skinner
Edwin Skinner (Trinidad y Tobago, 15 de octubre de 1940) fue un atleta trinitense, especializado en la prueba de 4x400 m en la que llegó a ser medallista de bronce olímpico en 1964.

## Carrera deportiva
En los JJ. OO. de Tokio 1964 ganó la medalla de bronce en los relevos de 4x400 metros, con un tiempo de 3:01.7 segundos, llegando a meta tras Estados Unidos que con 3:00.7 segundos batió el récord del mundo, y Reino Unido (plata), siendo sus compañeros de equipo: Kent Bernard, Edwin Roberts y Wendell Mottley.